# No Place
No Place è un singolo del gruppo musicale statunitense Backstreet Boys, pubblicato il 4 gennaio 2019 come terzo estratto dal nono album in studio DNA.

## Descrizione
Riguardo a No Place, Kevin Richardson ha dichiarato: "è una canzone per la quale ci siamo ispirati alle nostre famiglie e figli". La canzone si centra sull'idea che, nonostante si possa girare il mondo, è casa la persona per cui si nutre affetto. 

## Video musicale
Per il videoclip del brano, i Backstreet Boys hanno voluto farsi riprendere quando, lontani dagli impegni, svolgono reali e serene scene di vita quotidiana, ciascuno con la rispettiva moglie ed i figli: cucinano insieme, fanno divertire i piccoli al parco giochi e nel salotto di casa, fanno una gita e cuociono i marshmellow al fuoco, fanno una partita a biliardo e a basket, si scambiano affetto e abbracci.

## Classifiche

### Classifica settimanale
| Classifica (2019)                     | Posizione più alta |
| ------------------------------------- | ------------------ |
| Canada Digital Song Sales (Billboard) | 6                  |
| Stati Uniti Adult Top 40 (Billboard)  | 24                 |